# Kasia i Wojtek
Kasia i Wojtek – polska, rockowa grupa muzyczna założona w 2008. Trzon grupy stanowią Kasia Sobczyk, wokalistka zespołów Jak Wolność To Wolność i Los Trabantos, oraz Wojtek Jabłoński, gitarzysta zespołów Kult i Buldog. W sesji nagraniowej do debiutanckiego albumu zatytułowanego Kasia i Wojtek udział wzięli również Tomasz Glazik, Janusz Zdunek, Krzysztof Banasik, Piotr Morawiec, Kazik Staszewski, Dj Dżordż i Bartek Jabłoński. Nie są oni jednak formalnie członkami zespołu.
Autorką tekstów, części muzyki, wokalistką oraz autorką okładki do pierwszej płyty jest Kasia Sobczyk, natomiast za oprawę muzyczną, nagranie i współprodukcję odpowiada Wojtek Jabłoński, który zagrał również na większości instrumentów na tej produkcji.

## Dyskografia
Zespół ma w dorobku jedną płytę Kasia i Wojtek (2008), na którą składa się dziewiętnaście utworów utrzymanych w klimacie rockowym, stylistycznie przypominających styl zespołów, których muzycy współpracowali przy tworzeniu tego albumu. Płytę promuje teledysk do utworu „Lola”, reżyserem i autorem scenariusza jest Sławomir Pietrzak.

### Albumy

#### Kasia i Wojtek(2008)
1. Biegnę
2. Cicho, tata śpi
3. Lola
4. Na stoliku
5. Szczotka
6. Klint Isłut
7. Łąka
8. Głowa
9. Miś
10. Rewolucja
11. Marsz pogrzebowy
12. Inna piosenka o miłości
13. Witacy 2
14. Kolorowe pisma
15. U rzeźnika
16. Fantomas
17. Rosjański
18. Kanary
19. Paskuda

### Teledyski
- Lola[2]